# Origami
Origami (折り紙, japonska izgovorjava: [oɾiɡami] ali [oɾiꜜɡami], iz ori, ki pomeni »zlaganje«, in kami, ki pomeni »papir« (kami se spremeni v gami zaradi rendakuja)) je umetnost zgibanja papirja, ki je pogosto povezana z Japonsko kultura. V sodobni rabi se beseda origami uporablja kot vključujoč izraz za vse prakse zgibanja, ne glede na njihovo kulturo izvora. Cilj je s tehnikami zgibanja in kiparjenja preoblikovati raven kvadratni list papirja v dokončano skulpturo. Sodobni praktiki origamija na splošno odsvetujejo uporabo rezov, lepila ali oznak na papirju. Origami mape pogosto uporabljajo japonsko besedo kirigami za označevanje modelov, ki uporabljajo reze.
Najbolj znan model origamija je japonski papirni žerjav. Na splošno se ti modeli začnejo s kvadratnim listom papirja, katerega stranice so lahko različnih barv, potiskov ali vzorcev. Tradicionalni japonski origami, ki se uporablja od obdobja Edo (1603–1867), je bil pogosto manj strog glede teh konvencij, včasih je za začetek rezal papir ali uporabljal nekvadratne oblike. Načela origamija se uporabljajo tudi v stentih, embalaži in drugih inženirskih aplikacijah.

## Zgodovina
V Evropi, na Kitajskem in Japonskem so se pojavile posebne tradicije zgibanja papirja, ki so jih zgodovinarji dobro dokumentirali. Zdi se, da so bile vse do 20. stoletja večinoma ločene tradicije.
Na Kitajskem tradicionalni pogrebi pogosto vključujejo sežiganje zloženega papirja, najpogosteje upodobitev zlatih kepic (yuanbao). Praksa žganja papirnatih upodobitev namesto replik v naravni velikosti iz lesa ali gline izvira iz dinastije Song (905–1125 n. š.), čeprav ni jasno, koliko zgibanja je vključevalo.
Na Japonskem je najzgodnejša nedvoumna omemba papirnatega modela v kratki pesmi Ihare Saikakuja iz leta 1680, ki omenja tradicionalno obliko metulja, ki se uporablja med šintoističnimi porokami. Zlaganje je v japonski kulturi obdobja Edo izpolnjevalo nekatere obredne funkcije; noši so bili priloženi darilom, podobno kot se danes uporabljajo voščilnice. To se je razvilo v obliko zabave; prvi dve knjigi z navodili, izdani na Japonskem, sta očitno rekreacijski.
V Evropi je bila zelo razvita zvrst servietnega zgibanja, ki je svoj razcvet doživela v 17. in 18. stoletju. Po tem obdobju je ta žanr nazadoval in bil večinoma pozabljen; zgodovinarka Joan Sallas to pripisuje uvedbi porcelana, ki je nadomestil zapletene gube prtičkov kot statusni simbol za mizo med plemstvom. Vendar so bile nekatere tehnike in osnove, povezane s to tradicijo, še naprej del evropske kulture; zgibanje je bilo pomemben del metode Vrtca Friedricha Fröbla in modeli, objavljeni v povezavi z njegovim učnim načrtom, so slogovno podobni repertoarju zgibanja prtičkov. Drug primer zgodnjega origamija v Evropi je pajarita, stilizirana ptica, katere izvor sega vsaj v devetnajsto stoletje.
Ko je Japonska v 1860-ih odprla svoje meje, je kot del modernizacijske strategije uvozila Fröbelov sistem vrtcev – in z njim nemške ideje o zgibanju papirja. To je vključevalo prepoved rezov in začetno obliko dvobarvnega kvadrata. Te ideje in nekateri evropski zgibni repertoar so bili vključeni v japonsko tradicijo. Pred tem so tradicionalni japonski viri uporabljali različne začetne oblike, ki so pogosto imele reze; in če so imeli barvo ali oznake, so bili ti dodani, ko je bil model zložen.
V zgodnjih 1900-ih so Akira Jošizava, Košo Učijama in drugi začeli ustvarjati in snemati izvirna origami dela. Zlasti Akira Jošizava je bil odgovoren za številne inovacije, kot sta mokro zgibanje in Jošizava-Randlettov sistem diagramov, njegovo delo pa je navdihnilo renesanso umetniške oblike. V 1980-ih so številne mape začele sistematično preučevati matematične lastnosti prepognjenih oblik, kar je privedlo do hitrega povečanja kompleksnosti origami modelov.
V poznem 20. stoletju se je ponovno pojavilo zanimanje za razumevanje obnašanja zgibne snovi, tako umetniško kot znanstveno. Novi origami, ki ga razlikuje od starih rokodelskih praks, se je hitro razvijal zaradi prispevka računalniške matematike in razvoja tehnik, kot so gubanje v škatlah, teselacije in mokro zgibanje. Umetniki, kot so Robert J. Lang, Erik Demaine, Sipho Mabona, Giang Dinh, Paul Jackson in drugi, so pogosto citirani za spodbujanje novih aplikacij umetnosti. Računalniška plat in izmenjava prek družabnih omrežij, kjer se uvajajo nove tehnike in modeli, so dvignili profil origamija v 21. stoletju.

## Tehnika in material
Številne knjige o origamiju se začnejo z opisom osnovnih tehnik origamija, ki se uporabljajo za izdelavo modelov. To vključuje preproste diagrame osnovnih gub, kot so dolinske in gorske gube, naborke, vzvratne gube, squash gube in kotanje. Obstajajo tudi standardne poimenovane podlage, ki se uporabljajo v najrazličnejših modelih, na primer podlaga za ptice je vmesna stopnja v konstrukciji plapolajoče ptice. Dodatne podlage so preliminarna podlaga (kvadratna podlaga), podlaga za ribe, podlaga za vodno bombo in podlaga za žabo.

### Origami papir
Večina origami papirjev ima eno stran obarvano z vzorcem, druga pa je bela ali enobarvna, četudi se dobijo tudi takšni, pri katerih sta različno obarvani obe strani. Po navadi raznobarven origami papir prodajajo v paketih, z listi dimenzij 15 cm x 15 cm, prodajajo pa tudi druge velikosti. Papir vaši je ročno izdelani japonski papir s tradicionalnimi vzorci in poslikavami.

### Orodja
Običajno je zlaganje z uporabo ravne površine, vendar nekateri zgibalci radi to počnejo v zraku brez orodja, še posebej, ko prikazujejo zgibanje. Nekateri zgibalci menijo, da pri zgibanju ne bi smeli uporabljati nobenega orodja. Vendar nekaj orodij lahko pomaga zlasti pri bolj zapletenih modelih. Na primer, kostna palčka omogoča enostavno ustvarjanje ostrih gub na papirju, sponke za papir lahko delujejo kot dodatni pari prstov, pinceto pa lahko uporabijo za izdelavo majhnih gub. Pri izdelavi zapletenih modelov iz origami vzorcev gub si lahko pomagajo z uporabo ravnila in reliefa s kemičnim svinčnikom za zarezovanje gub. Dokončane modele lahko poškropijo, da bolje obdržijo obliko, pri mokrem zlaganju pa je potreben sprej.

## Vrste

### Akcijski origami
Poleg bolj običajnega tihožitnega origamija obstajajo tudi zasnove premikajočih se predmetov; origami se lahko premika. Akcijski origami vključuje origami, ki leti, zahteva napihovanje za dokončanje ali, ko je dokončan, uporablja kinetično energijo rok osebe, ki se uporablja na določenem območju na modelu, da premakne drugo loputo ali okončino. Nekateri trdijo, da je, strogo gledano, le slednji res »priznan« kot akcijski origami. Akcijski origami, ki se je prvič pojavil s tradicionalno japonsko letečo ptico, je precej pogost. En primer so instrumentalisti Roberta Langa; ko se glave figur umaknejo stran od njihovih teles, se bodo njihove roke premikale, kar spominja na igranje glasbe.

### Modularni origami
Modularni origami je sestavljen iz sestavljanja več enakih kosov v celoten model. Pogosto so posamezni deli preprosti, končna montaža pa je lahko težja. Številni modeli modularnega origamija so okrasne zložljive kroglice, kot je kusudama, ki se od klasičnega origamija razlikuje po tem, da se deli lahko držijo skupaj z nitjo ali lepilom.
Kitajsko zgibanje papirja, bratranec origamija, vključuje podoben slog, imenovan golden venture zgibanje, pri katerem se veliko kosov sestavi, da se ustvarijo izdelani modeli. Ta slog je najbolj znan kot "3D origami". Vendar se to ime ni pojavilo, dokler Joie Staff ni izdal serije knjig z naslovom 3D Origami, More 3D Origami in More and More 3D Origami. imenovano Golden Venture zgibanje z ladje, s katero so prišli.

### Mokro zlaganje
Mokro zgibanje je tehnika origamija za izdelavo modelov z nežnimi krivuljami namesto geometrijskih ravnih gub in ravnih površin. Papir je navlažen, tako da ga je mogoče enostavno oblikovati, končni model ob sušenju obdrži obliko. Uporablja se lahko na primer za izdelavo zelo naravnih živalskih modelov. Lepilo, ki je ostro in trdo, ko je suho, vendar se raztopi v vodi, ko je mokro in postane mehko in prožno, se pogosto nanese na papir bodisi v fazi kaše, ko se papir oblikuje, bodisi na površino pripravljenega lista papirja. Slednja metoda se imenuje zunanje klejenje in najpogosteje uporablja metilcelulozo ali MC pasto ali različne rastlinske škrobe.

### Pureland origami
Pureland origami je slog origamija, ki ga je izumil britanski zgibalec papirja John Smith in je omejen na uporabo samo gorskih in dolinskih gub. Cilj je olajšati origami za neizkušene zgibalce in tiste z motnjami motorike. To pomeni, da je veliko, vendar ne vseh, bolj zapletenih postopkov, ki so običajni pri navadnem origamiju, nemogočih; zato so bile razvite alternativne manipulacije za ustvarjanje podobnih učinkov.

### Origami teselacije
Origami teselacija je veja, ki je postala priljubljena po letu 2000. Teselacija je zbirka figur, ki zapolnjujejo ravnino brez vrzeli ali prekrivanj. V teselacijah origami se naborki uporabljajo za povezovanje molekul, kot so zasukane gube, na ponavljajoč se način. V 1960-ih je bil Šuzo Fudžimoto prvi, ki je na kakršen koli sistematičen način raziskoval teselacije zasukane gube, pri čemer je prišel na desetine vzorcev in uveljavil žanr v glavnem toku origamija. Približno v istem časovnem obdobju je Ron Resch patentiral nekaj teselacijskih vzorcev kot del svojih raziskovanj kinetične skulpture in razvitih površin, čeprav skupnost origamijev ni poznala njegovega dela vse do 1980-ih. Chris Palmer je umetnik, ki je obsežno raziskoval teselacije, potem ko je videl vzorce Zillij mozaikov v Alhambri, in je našel načine za ustvarjanje podrobnih origami teselacij iz svile. Robert Lang in Alex Bateman sta oblikovalca, ki uporabljata računalniške programe za ustvarjanje origami teselacij. Prva mednarodna konvencija, posvečena teselacijam origami, je bila leta 2006 v Brasílii (Brazilija), prvo knjigo z navodili o vzorcih zgibanja teselacije pa je izdal Eric Gjerde leta 2008. Od takrat je področje zelo hitro raslo. Umetniki teselacije so Polly Verity (Škotska); Joel Cooper, Christine Edison, Ray Schamp in Goran Konjevod iz ZDA; Roberto Gretter (Italija); Christiane Bettens (Švica); Carlos Natan López (Mehika); in Jorge C. Lucero (Brazilija).

### Kirigami
Kirigami je japonski izraz za rezanje papirja. Rezanje je bilo pogosto uporabljeno v tradicionalnem japonskem origamiju, vendar so zaradi sodobnih inovacij v tehniki uporaba rezov postala nepotrebna. Večina oblikovalcev origamija modelov z rezi ne obravnava več kot origami, temveč za njihov opis uporablja izraz Kirigami. Ta sprememba v odnosu se je zgodila v 1960-ih in 1970-ih, zato zgodnje knjige o origamiju pogosto uporabljajo reze, ki pa so večinoma izginili iz sodobnega repertoarja origamija; večina sodobnih knjig niti ne omenja rezanja.

### Zgibanje trakov
Zgibanje trakov je kombinacija zgibanja papirja in tkanja papirja. Pogost primer zlaganja trakov se imenuje Lucky Star, imenovan tudi kitajska srečna zvezda, sanjska zvezda, zvezda želja ali preprosto origami zvezda. Druga pogosta guba je moravska zvezda, ki je narejena z zgibanjem traku v 3-dimenzionalni zasnovi, ki vključuje 16 konic.

### Zlaganje ovoja čajnih vrečk
Za zlaganje ovoja čajnih vrečk je zaslužen nizozemski umetnik Tiny van der Plas, ki je to tehniko leta 1992 razvil kot papirnato umetnost za olepševanje voščilnic. Uporablja majhne kvadratne koščke papirja (npr. ovoj čajne vrečke), ki nosijo simetrične oblike, ki so prepognjeni tako, da se združijo in ustvarijo tridimenzionalno različico osnovnega dizajna. Osnovni kite zgib se uporablja za izdelavo rozet, ki so 3-dimenzionalna različica 2D dizajna.

## Galerija
- Zlaganje papirnatega žerjava

Te slike prikazujejo primere različnih vrst origamija.
- Dolarski bankovec slon, primer moneygami
- Kawasakijeva roža z uporabo zasučne gube, ki jo je zasnoval Tošikazu Kawasaki. Čaša je narejena posebej.
- Kawasakijeva kocka, primer izo-površinskega modela
- Mokro zložen bik
- Zahtevna miniaturna različica papirnatega žerjava
- Dva primera modularnega origamija
- Primer origami bonsaja
- Pametna vodna bomba z okroglim papirjem in ukrivljenimi gubami
- Plesalke flamenka, izdelane s tehniko mokrega zgiba in zvijanja/vezovanja
- Kitajski labodi Golden Venture